# Яушев, Муллагали Ахметжанович
Муллагали Ахметжанович Яушев (тат. Муллагали Әхмәтҗан улы Яушев; 5 декабря 1864, Троицк — 1926, Ташкент) — татарский меценат и общественный деятель, купец первой гильдии. Глава Торгового дома «Братья Яушевы», представитель купеческой династии Яушевых.

## Предпринимательство
Муллагали Яушев — младший брат Абдулвали Ахметжановича Яушева и после его смерти в 1906 году возглавил семейное дело. Основным занятием фирмы Яушевых была торговля мануфактурными и сельскохозяйственными товарами, в том числе собственного производства.
За время руководства Муллагали Яушева торговый дом «Братья Яушевы» построил несколько крупных современных торговых пассажей: в Троицке (1911), Челябинске (1913), Ташкенте и Кустанае (1915). Строительство только одного 4-этажного здания пассажа в Троицке обошлось в 300 тыс. руб., а численность его персонала доходила до 125 человек.
В 1915 году Муллагали Яушев был удостоен звания коммерции советника.
- Торговый пассаж Яушевых в Троицке (1908—1911)
- Торговый пассаж Яушевых в Челябинске (1912—1913)
- Реклама открытия пассажа Яушевых в Челябинске в газете Голос Приуралья, 1913 г.
- Реклама открытия пассажа Яушевых в Челябинске в газете Голос Приуралья, 1913 г.
- Реклама фирмы Яушевых в газете Голос Приуралья, 1913 г.
- Реклама фирмы Яушевых в газете Голос Приуралья, 1914 г.
- Реклама фирмы Яушевых в газете Голос Приуралья, 1916 г.

## Общественная деятельность
Делегат Второго Всероссийского мусульманского съезда в январе 1906 года в Санкт-Петербурге.
Активный участник татарского либерального движения и движения джадидов.
В 1914—1917 годах гласный Троицкой городской думы и Троицкого уездного земского собрания.
В октябре 1917 года вошёл в состав центральной комиссии Национального фонда («Милли хәзинә») при Малия назараты (финансовом ведомстве) временного национального правительства татаро-башкирской национально-культурной автономии, а также пожертвовал в фонд 100 тысяч рублей.

## Благотворительность
В 1901—1906 годах — почётный член Троицкого мусульманского благотворительного общества, в 1907—1917 годах — его председатель. В 1901 году избирался его казначеем. Возглавлял исполнительную комиссию мусульманского сиротского приюта.
После 1906 года почётный блюститель Троицкого двухклассного русско-татарского училища и русского 2-го Троицкого городского четырёхклассного училища.
В 1909 году выступил одним из учредителей мусульманского благотворительного общества в Кустанае, в 1914 году — Троицкого общества «Трилистник» для попечения о воспитанниках начальных учебных заведений.
В 1914 году вместе с семьёй основывает женское медресе в Троицке.
Пожертвовал 1 тыс. руб. на строительство Соборной мечети в Санкт-Петербурге.

## Эмиграция и возвращение
В 1918—1919 годах, после Октябрьской революции и начала Гражданской войны, Муллагали Яушев вместе с семьей переезжает во Владивосток, затем эмигрирует сначала в Харбин (Китай), потом в Иокогаму (Япония). В марте 1922 года Муллагали Яушев вместе с другими татарскими деятелями — Гумером Терегуловым, имамом Харбина Гиниятуллой Салихметовым и купцом Зайнетдином Агафуровым добился от японского правительства официального разрешения татарам селиться в Японии.
Имея возможность эмигрировать в США, в 1923 году Яушевы решают вернуться в Советскую Россию. После возвращения семья проживает в бедности в Ташкенте, где ей помогают бывшие работники предприятий Яушевых.